# Pieter A. Scheen
Pieter Arie Scheen (Den Haag, 1 april 1916 – Apeldoorn, 10 november 2003) was een Nederlandse kunsthandelaar en schrijver. Hij schreef onder andere het tweedelige standaardwerk Lexicon Nederlandse beeldende kunstenaars 1750-1950, gepubliceerd in 1969-1970.
Hij was de zoon van schilder en kunsthandelaar (ook) Pieter Scheen en groeide op in Den Haag. Hij begon als zelfstandig kunsthandelaar in 1931 voornamelijk werken van de Hollandse romantiek en de Haagse School te verkopen. Hij bracht deze werken aan de man in zijn zaak in de Zeestraat. In 1946 verscheen zijn eerste publicatie: Honderd jaren Nederlandsche schilder- en teekenkunst met gegevens over 3000 schilders die tussen 1750 en 1850 geboren waren. Voor zijn lexicon werd hij in 1971 geëerd met de Bucheliusprijs. Het boek zou oorspronkelijk in 1944 uitgegeven worden door de nationaalsocialistische uitgeverij Oceanus dat onder leiding stond van Robert John Goddard, maar vanwege papierschaarste kon het boek niet gedrukt worden. De eerste druk van het boek werd uitgegeven door uitgeverij ‘Boek en Periodiek’ dat eveneens geleid werd door Goddard.
Eind jaren zeventig vertrokken Scheen en zijn echtgenote, de kunstenares Elske van Santen, naar Frankrijk waar ze zeven jaar aan de Rivièra woonden. Halverwege de jaren tachtig keerden ze terug naar Nederland en vestigden ze zich nabij de Kroondomeinen in Apeldoorn. Met hetzelfde elan waarmee hij zich eerder aan kunst wijdde, ging hij zich met vogels bezighouden. In zijn tuin verscheen alras een volière voor zieke, aangereden of aangeschoten vogels. Scheen noteerde jarenlang zijn waarnemingen en het echtpaar legde samen beelden op foto en film vast. Deze mondden uit in zijn publicaties De uilenkast en andere verhalen en De race en andere verhalen, geïllustreerd door zijn vrouw.